# 土田正剛
土田 正剛（つちだ せいごう、1943年（昭和18年）10月25日 - ）は、日本の政治家。山形県東根市長（7期）。元・山形県議会議員（4期）。

## 来歴
山形県東根市出身。山形県立山形東高等学校卒業。1967年（昭和42年）3月、慶應義塾大学法学部卒業。1969年（昭和44年）5月、衆議院議員松沢雄蔵の秘書となる。1974年（昭和49年）12月、国務大臣となった松沢の秘書官となる。
1979年（昭和54年）4月30日、山形県議会議員に就任。4期連続当選。県議時代は自由民主党に所属し、同党山形県連組織委員長、政調会長、幹事長などを務めた。
1993年（平成5年）2月14日に行われた山形県知事選挙に加藤紘一や近岡理一郎など自民党主流派の支援、さらに公明党、民社党、スポーツ平和党の推薦を得て出馬するも落選。
1998年（平成10年）、東根市長選挙に出馬し無投票で初当選。同年9月5日、市長に就任。
2018年（平成30年）、6期連続当選（いずれも無投票）を果たす。
2022年（令和4年）8月28日投開票の市長選では28年ぶりの選挙戦となったが元市議の新人を退け7選を果たした。

## 市政
- 2020年（令和2年）5月25日、新型コロナウイルス対策の財源に充てるため、自身と副市長、教育長の6月から2021年（令和3年）3月までの月額給与を20％減額する条例案を市議会臨時会に提出した。同日、同条例案は全員賛成で可決された[9][10]。